# Верейцы (Вязьевский сельсовет)
Вере́йцы́ (бел. Верайцы́, бел. Вярэ́йцы) — деревня в составе Вязьевского сельсовета Осиповичского района Могилёвской области Белоруссии.

## Этимология
В основе названия лежит устаревший термин «верея» со значением «столб», «ворота», «косяк двери». Возможно, название является перенесённым, обозначающим тех, кто приехал из Вереи.

## Географическое положение
Верейцы, гранича на юго-востоке с лесом, расположена в 11 км на север от Осиповичей и в 11 км от ж/д станции Осиповичи, в 145 км от Могилёва. Связи осуществляются с автодорогой Осиповичи — Свислочь. На запад от Верейцов находится Осиповичское водохранилище. Планировку составляет короткая улица, которая идёт вдоль водохранилища и застроена деревянными домами по обеим сторонам.

## История
Как селение Великого княжества Литовского известные с XVI века, Верейцы упоминаются в 1560 году как казённое село в Свислочской волости княжества; тогда в их состав входило 21 хозяйство. В составе Российской империи Верейцы оказались после второго раздела Речи Посполитой в 1793 году. В переписи 1897 года деревня числилась в Погорельской волости Игуменского уезда Минской губернии с 244 жителями и 37 дворами. В 1907 году в Верейцах насчитывалось уже 326 жителей и 46 дворов. В 1917 году в деревне числилось уже 349 жителей и 55 дворов. С февраля по ноябрь 1918 года Верейцы были оккупированы германскими войсками, с августа 1919 по июль 1920 года — польскими. Колхоз под названием «Звезда» был организован здесь в 1930 году.
Во время Великой Отечественной войны Верейцы были оккупированы немецко-фашистскими войсками с конца июня 1941 года по 30 июня 1944 года. Шесть дворов деревня были сожжены оккупантами. На фронте и в партизанской деятельности погибли 9 жителей.
В 1919 году в деревне была открыта школа, в которой в 1926 году обучалось 78 учеников.

## Население
- 1897 год — 244 человека, 37 дворов[1]
- 1907 год — 326 человек, 46 дворов[1]
- 1917 год — 349 человек, 55 дворов[1]
- 1926 год — 360 человек, 68 дворов[1]
- 1959 год — 145 человек[1]
- 1970 год — 85 человек[1]
- 1986 год — 33 человека, 13 дворов[1]
- 2002 год — 17 человек, 13 хозяйств[1]
- 2007 год — 12 человек, 10 хозяйств[1]

## Комментарии
1. ↑  Название и ударение даны по: Назвы населеных пунктаў Рэспублікі Беларусь: Магілёўская вобласць: нарматыўны даведнік / І. А. Гапоненка і інш.; пад рэд. В. П. Лемцюговай. — Минск: Тэхналогія, 2007. — С. 59, 60. — 406 с. — ISBN 978-985-458-159-0..